# Georges-Louis Leclerc de Buffon
Georges-Louis Leclerc de Buffon (Burgundia, Montbard község, 1707. szeptember 7. – Párizs, 1788. április 16.) gróf, francia természettudós. Botanikai szakmunkákban nevének rövidítése: „Buff.”.

## Élete
Dúsgazdag nemes családban született, és egy vasgyár tulajdonosaként maga is sikeres üzletember volt. Egész életét a természettudománynak és a köz szolgálatának szentelte. Kingston hercegével beutazta Franciaországot, Itáliát és Angliát, majd visszatérve 26 évesen a párizsi akadémia tagja lett. 1739-ben kinevezték a Királyi Gyógynövénykert (Jardin royal des plantes medicinales) igazgatójává.
Többek – így Louis-Jean-Marie Daubenton és Bernard Germain de Lacépède – társaságában részt vett egy 44 kötetes, összefoglaló természetrajz összeállításában. XV. Lajos francia király grófi méltóságra emelte. 
Szülőhelyén emléket, 1851-ben Párizsban a Champs-Élysées-n bronzszobrot állítottak emlékére. Még életében egy életnagyságú képet készítették róla «Majestati naturae par ingenium» felirattal. Nem minden részletében alapos, de prózájának szépsége miatt fölülmúlhatatlan hatalmas munkája: Histoire naturelle générale et particulière 1749-től 1780-ig jelent meg Párizsban és a Föld keletkezésére vonatkozó elmélet mellett az ember, a négylábú állatok, a madarak és az ásványok természetrajzát tartalmazza. E munkája több kiadást ért meg.
Tőle származik A stílus maga az ember szállóige. Egyéb tevékenységek is érdekelték. Stephen Hales és Isaac Newton írásaiból fordított, a világítótornyokhoz feltalált egy speciális lencsét.
Grófi címét fia örökölte, őt azonban a francia forradalom alatt lefejezték.

## Tudományos nézetei
A fajok átalakulásának gondolatát Buffon vetette fel, és ezzel szembehelyezkedett Carl von Linné fajfogalmával. Úgy vélte, hogy a fajok átalakulása a környezeti hatásokkal magyarázható. Az élőlények feleslegesnek ítélt szerveiből azt a következtetést vonta le, hogy ezek degenerálódás eredményei. Szerinte a szamár degenerálódott ló, a majom pedig degenerálódott ember.
Newton nyomán úgy vélte, hogy a Föld anyagát egy nagy üstökös becsapódása szakíthatta ki a Napból. Kísérletekkel ellenőrizte Newton azon tézisét, miszerint egy Föld méretű vörösen izzó vasgolyó kihűléséhez legalább 50 000 évre van szükség. Különböző méretű vasgolyókkal kapott eredményeit extrapolálva úgy gondolta, legalább 75 000 év kellett ahhoz, hogy a Földön megjelenhessen az élet. Az általa szerkesztett új földtani kronológia elhatárolódik az Ószövetségben leírtaktól. A kihalt fajok fogalmának megalkotásával megnyitotta az őslénytan fejlődésének útját.
Úgy vélte, hogy a stílus a személyiség közvetlen megnyilvánulása: nem díszítő kellék, hanem a gondolat tükre. Híres mondása: A stílus maga az ember 1753-ban, akadémiai székfoglalójában hangzott el.